# Балка Рівна
Балка Рівна — ботанічний заказник місцевого значення. Об'єкт розташований на території Токмацького району Запорізької області, 2 км. на південний схід від села Рівне.
Площа — 10 га, статус отриманий у 1987 році.